# North Ferriby
North Ferriby è un villaggio (village) e parrocchia civile (Civil Parish - CP) di 3 893 abitanti (2011) situata nell'East Riding of Yorkshire, in Inghilterra, a circa 8 miglia (12,9 km) a ovest del centro cittadino di Kingston upon Hull e sulla sponda settentrionale dell'estuario di Humber.